# Echo (Utah)
Echo es un lugar designado por el censo situado en el condado de Summit, Utah  (Estados Unidos). Según el censo de 2010 tenía una población de 56 habitantes.

## Demografía
Según el censo de 2010, Echo tenía una población en la que el 96,4% eran blancos, 0,0% afroamericanos, 3,6% amerindios, 0,0% asiáticos, 0,0% isleños del Pacífico, el 0,0% de otras razas, y el 0,0% pertenecían a dos o más razas. Del total de la población el 19,6% eran hispanos o latinos de cualquier raza.

## Cultura popular
Las novelas visuales de terror psicológico Echo, The Smoke Room y Arches están ligeramente basadas en Echo y sus alrededores.